# 趙建銘
趙建銘（英語：Chao Chien-ming，1972年6月29日—）是臺灣臺南市鹽水區出身的骨科醫師，曾任臺大醫院骨科部主治醫師。為中華民國第10、11任總統陳水扁之女婿、陳幸妤之夫，因此被台灣媒體稱為「駙馬爺」。在陳水扁總統任內涉入台開內線交易案引發很大爭議，至2021年10月14日臺灣最高法院駁回上訴後全案定讞，最終判刑3年8個月。故此前總統陳水扁女婿趙建銘、親家趙玉柱2人，終因台開內線交易案違反《證券交易法》各判刑3年8月、4年確定，於2021年10月25日發監執行；趙氏父子向法務部矯正署申請赴外役監服刑，2022年3月核准外役監。2023年4月21日假釋出獄。

## 生平
1990年自臺南市私立黎明高級中學畢業，重考一年後1991年進入台灣大學醫學系就讀。與其弟趙建勳均因痛風而免服兵役。陸續任台大醫院骨科總醫師、衛生署署立台北醫院骨科主治醫師、台大醫院骨科主治醫師。目前台大工學院醫學工程研究所博士班肄業，台開案後為挽回社會觀感，於2007年3月1日起到台南麻豆新樓醫院進行公關性義診贖罪。
2000年，趙建銘經由老師韓毅雄（台灣大學醫學院名譽教授）介紹認識陳水扁總統之女陳幸妤，兩人並於2001年9月27日結婚。

## 爭議

### 台開案
婚後至2006年因台開案內線交易炒股事件造成趙建銘被羈押1個月，震驚社會，最後以1,700萬元交保。在土城看守所羈押期間，編號為2260。
2006年12月27日，台北地方法院就台開案一審作出宣判，趙建銘判處有期徒刑6年，併科罰金新台幣3,000萬元。其父趙玉柱判處有期徒刑8年4月，併科罰金新台幣3,000萬元。
2007年6月26日，台開案二審作出宣判，趙建銘加重刑責判處有期徒刑7年，併科罰金新台幣3,000萬元。其父趙玉柱同樣加重，判處有期徒刑9年6月，併科罰金新台幣3,000萬元。
2007年12月28日，最高法院認為二審判斷不法所得的時點、依據等細節不清楚，在事實不清的前提下，最高法院無法進行法律審，因此發回台灣高等法院更審。
2008年11月13日，高等法院更一審宣判，趙建銘判處有期徒刑7年，併科罰金新台幣3,000萬元。趙建銘等被告上訴最高法院。
2009年8月25日，最高法院認定，高院更一審時没有算清犯罪所得，且有判决適用法律不當的問題，將全案再發回台灣高等法院更審。
2011年5月10日，高等法院更二審宣判，趙建銘判處有期徒刑7年，併科罰金新台幣3,000萬元。
2012年4月18日，最高法院認定，高院更二審時判斷不法所得的時點、依據等細節不清楚，且有判决適用法律不當的問題，將全案再發回台灣高等法院更審。
2014年5月16日，高等法院更三審宣判，趙建銘依違反《證交法》，判處有期徒刑4年，併科罰金2,500萬元。合議庭表示，主要理由是趙家父子的犯罪所得經過重新計算，只有417萬餘元，而不是前審計算的1億餘元。被告趙建銘等人無犯意聯絡，且他們已繳交犯罪所得，態度良好，因此判決減輕刑期。部分民眾表示，刑期太短，無法接受這樣的判決。
2015年10月1日，最高法院認定，高院更三審時没有算清犯罪所得，且有判决適用法律不當的問題，將全案再發回台灣高等法院更審。
2018年3月20日，高等法院更四審宣判，趙建銘判處有期徒刑3年。。
2019年6月27日，最高法院認定更四審有判决適用法律不當的問題，第五度撤銷原判決，發回台灣高等法院更審。
2020年10月30日，高等法院更五審宣判，趙建銘判處有期徒刑3年8個月，可上訴 。
2021年10月14日，最高法院駁回上訴，趙建銘判處有期徒刑3年8個月，全案定讞。
2021年10月25日，發監台中監獄執行；入獄後趙氏父子向法務部矯正署申請赴外役監服刑，矯正署基於公平、公正、公開原則，預定在2022年春節後審核。
2022年3月，法務部矯正署核准外役監，趙建銘移入明德外役監服刑。。
2023年4月21日，法務部矯正署核准假釋，傍晚自明德外役監出獄。

### 偽證案
- 2009年6月22日，因偽證案在接受檢察官訊問時認罪。
- 2009年7月17日，因偽證罪被台北地檢署起訴，檢察官請求減輕其刑。
- 2009年9月1日，偽證案台北地方法院一審宣判，判處有期徒刑1年，減刑為有期徒刑6月。
- 2010年2月3日，偽證案台灣高等法院二審宣判，判處有期徒刑6月，減刑為有期徒刑3月。
- 2011年8月17日，偽證案最高法院三審宣判，判處有期徒刑6月，減刑為有期徒刑3月定讞。

### 醫療糾紛
2013年1月壹周刊報導台南麻豆新樓醫院骨科主治醫師趙建銘，幫一名女病患進行手術時，病患動脈破裂大出血，導致病患差點喪命，被控醫療疏失避不見面，僅弟弟趙建勳近日曾探訪病患。

## 著作
- 《趙建銘的門診之兒童骨骼》出版社：時報文化，ISBN 9571340197
- 《Humeral head osteonecrosis after extracorporeal shock-wave treatment for rotator cuff tendinopathy : A case report》, LIU Hon-Man  ; CHAO Chien-Ming  ; HSIEH Jui-Yang ; JIANG Ching-Chuan , Journal of bone and joint surgery. American volume  (J. bone jt. surg., Am. vol.)  ISSN 0021-9355   CODEN JBJSA3

## 外部連結
- udn台灣人物─火線人物篇─趙建銘 （页面存档备份，存于）